# كارلو ماماريلا
كارلو ماماريلا (بالإيطالية: Carlo Mammarella)‏ (29 يونيو 1982 ببسكارا في إيطاليا - ) هو لاعب كرة قدم إيطالي في مركز الدفاع. لعب مع نادي أنكونا ونادي برو فيرتشيلي ونادي بيسكارا ونادي تريستينا ونادي ساليرنيتانا وFermana FC ‏ وUS Tolentino ‏ ونادي غروسيتو ولانشانو كالتشيو 1920 ‏.

## روابط خارجية
- كارلو ماماريلا على موقع قاعدة بيانات كرة القدم.إي يو (الإنجليزية)
- كارلو ماماريلا على موقع Soccerway.com (الإنجليزية)
- كارلو ماماريلا على موقع عالم كرة القدم.نت (الإنجليزية)